# هيجويراس
بلدية هيجويراس (بالإسبانية: Higueras)‏، هي إحدى بلديات مقاطعة كاستيلون التي تقع في منطقة بلنسية، في شرق إسبانيا.
يبلغ عدد سكانها 73 نسمة وفقاً لإحصائية سنة (2006).